# MSX
MSX是一个标准化的家用计算机体系结构，最早由微软于1983年6月16日提出，并由后来的微軟日本副总裁与ASCII主管西和彦构思。有人说这是由微软领导，试图在标准硬件制造商建立统一标准的项目 。
尽管有微软的介入，但MSX构架的机器在美国很少出现，而在日本、韓國、中东、巴西、苏联、荷兰、西班牙以及其他几个小型欧洲国家却非常流行。MSX计算机的销售数量难以估计，但仅在日本的最终销量就超过500万。
在任天堂的红白机出现之前，MSX是日文主要的游戏平台，如科乐美和Hudson Soft就在这平台上生产游戏软件。比如潛龍諜影系列最初就是为MSX硬件而编写。